# リーガル・マインド 〜裏切りの法廷〜
『リーガル・マインド 〜裏切りの法廷〜』（リーガルマインド うらぎりのほうてい、The Trials of Cate McCall ）は、2013年のアメリカ合衆国のドラマ映画である。

## あらすじ
過度のストレスのためにアルコール依存症となってしまった弁護士、ケイト・マッコールは娘の養育権をも失ってしまう。そんな中、彼女に冤罪と思われる女性、レイシーの弁護依頼が舞い込む。

## キャスト
| 役名               | 俳優                     | 日本語吹替 |
| ------------------ | ------------------------ | ---------- |
| ケイト・マッコール | ケイト・ベッキンセイル   | 田中敦子   |
| ブリッジズ         | ニック・ノルティ         | 加藤清司   |
| サンプター裁判長   | ジェームズ・クロムウェル | 板取政明   |
| ウェルチ刑事       | マーク・ペルグリノ       | 荒井勇樹   |
| レイシー           | アナ・アニシモーワ       | 大井麻利衣 |
| ジョシュ           | デビッド・ライオンズ     | 竜門睦月   |
| ブリンカホフ検事   | クランシー・ブラウン     | 西谷修一   |

## 製作
2012年6月、Sierra/Affinityが本作の全世界配給権を獲得した。
また、撮影は2012年5月16日にロサンゼルスで開始された。